# 366th Fighter Wing

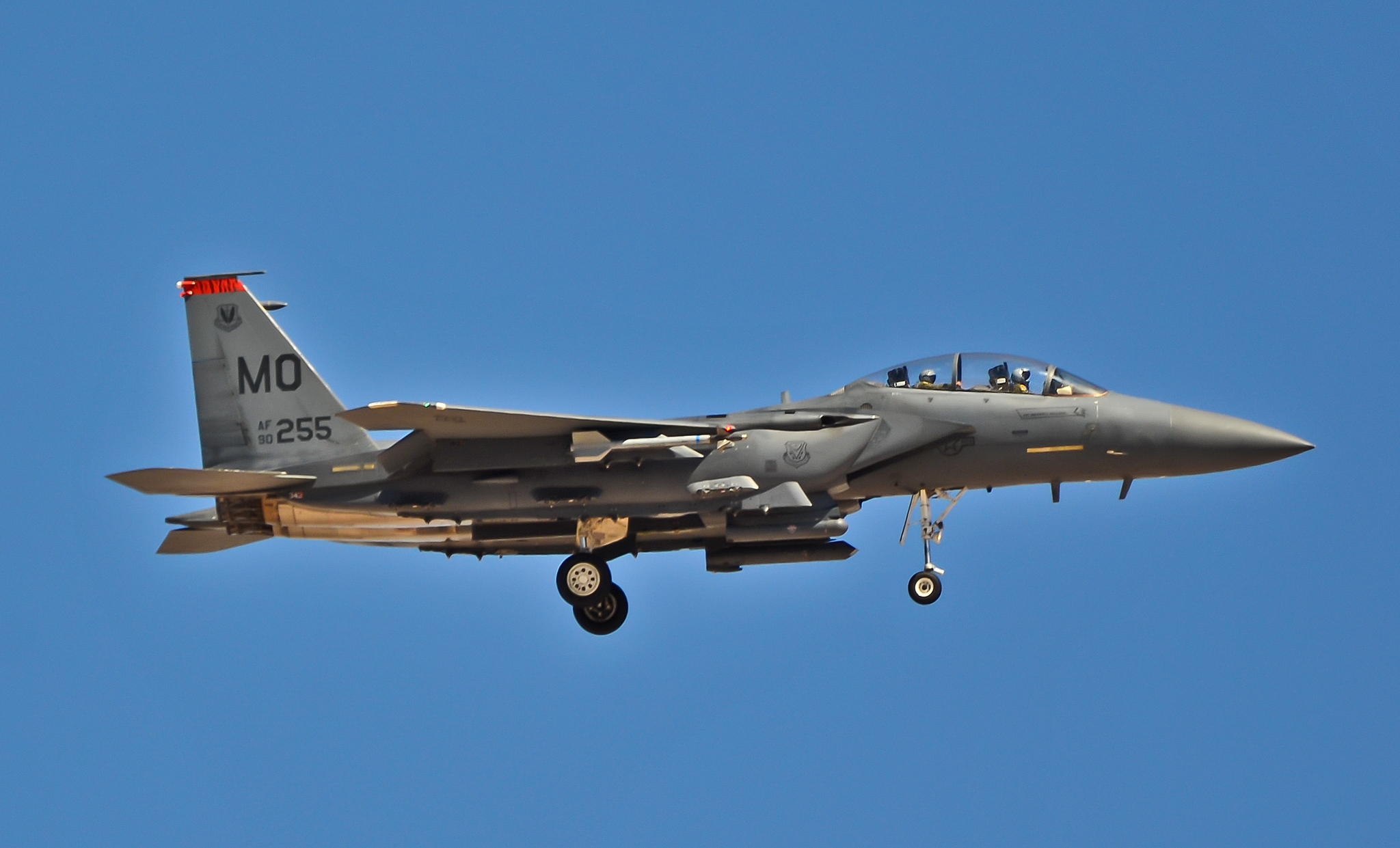
F-15E dello Stormo

Il 366th Fighter Wing è uno stormo Caccia dell'Air Combat Command, inquadrato nella Twelfth Air Force. Il suo quartier generale è situato presso la Mountain Home Air Force Base, nell'Idaho.

## Organizzazione
Attualmente, al maggio 2017, lo stormo controlla:
- 366th Operations  Group
  - 366th Operations Support Squadron
  -  389th Fighter Squadron - Equipaggiato con 21 F-15E
  -  391st Fighter Squadron - Equipaggiato con 31 F-15E
  -  428th Fighter Squadron, unità d'addestramento per la Singapore Air Force - Equipaggiato con F-15SG
  -  390th Electronic Combat Squadron, distaccato presso la Naval Air Base Whidbey Island, Washington - Fornisce equipaggi allo Joint Airborne Electronic Attack Program insieme agli EA-18G della U.S. Navy
  - 726th Air Control Squadron
- 366th Maintenance Group
  - 366th Aircraft Maintenance Squadron
  - 366th Component Maintenance Squadron
  - 366th Equipment Maintenance Squadron
- 366th Mission Support Group
  - 366th Civil Engineer Squadron
  - 366th Communications Squadron
  - 366th Contracting Squadron
  - 366th Force Support Squadron
  - 366th Logistics Readiness Squadron
  - 366th Security Forces Squadron
- 366th Medical Group
  - 366th Aerospace Medicine Squadron
  - 366th Medical Operations Squadron
  - 366th Medical Support Squadron